# OnRail DH 1004 sorozat
Az OnRail DH 1004 sorozat négytengelyes dízelmozdony, melyet a DB V 100 átalakításával hozott létre az OnRail megbízásából a Vossloh Schienenfahrzeugtechnik. A mozdonyból 1996 és 2003 között összesen nyolc példányt gyártottak.

## Történet
A mettmanni székhelyű OnRail Gesellschaft für Eisenbahnausrüstung und Zubehör mbH német vállalat az 1990-es évek évek közepén Regio-Lok néven olcsó átalakítási koncepciót dolgozott ki a DB V 100.10 és a DB V 160 sorozatú dízelmozdonyok számára. Az átalakítás célja az volt, hogy a mozdonyok élettartamát 20 évvel kitolják, körülbelül fele annyi pénzért, mint amennyibe egy hasonló új mozdony kerülne.
A DH 1004 sorozathoz a DB V 100.10 mozdonyokat vették alapul, azok forgóvázait, kereteit és hajtóműveit tartották meg. A felépítmények, motorok és egyéb egységek és berendezések a MaK G 1205 alapján készült új alkatrészek. A Regio-Lok-mozdonyok elsősorban a közepes vonatterhelésű regionális vasutaknak készültek, a meglehetősen elavult hajtóműve miatt nem kifejezetten alkalmas a tolatási feladatokra.
A Vossloh Schienenfahrzeugtechnik moersi üzemében 1996 és 2003 között összesen nyolc mozdonyt építettek át ilyen módon. Ezek több német magán- és kikötői vasútnál állnak szolgálatban. Az első mozdony átalakítását a Vossloh a saját költségén állta.
A német járműnyilvántartásban a 92 80 1209-es és a 92 80 1211-es számokat jelölték ki ezeknek a járműveknek.

## Üzemeltetők
| Gyári szám | Üzemeltető | Gyártó        | Gyártás éve | Átépítés éve | Eredeti üzemeltető | Megjegyzés |
| ---------- | ---------- | ------------- | ----------- | ------------ | ------------------ | --- |
| DH 1004/1  | NIAG       | Deutz         | 1962        | 1996         | NIAG               | Elsősorban rövid távú teherszállításra használják a Rheinberg–Moers–Hoerstgen-Sevelen-vasútvonalon, azon belül is rendszeresen kizárólag a Moers és az Orsoy-Rheinhafen közötti közel 10 kilométeres vonalszakaszon |
| DH 1004/2  | CCW        | Henschel      | 1961        | 1998         | WEBA               | Elsősorban tolatási feladatok ellátására és rövid távú teherszállításra használják Németország-szerte |
| DH 1004/3  | SHH        | MaK           | 1963        | 1999         | SHH                | Az SHH 104 kilométeres kikötői vasútpályáján használják |
| DH 1004/4  | CCW        | Krupp         | 1961        | 1999         | DKB                | Alkatrészbánya |
| DH 1004/5  | CCW        | Krauss-Maffei | 1962        | 2001         | DKB                | Elsősorban tolatási feladatok ellátására és rövid távú teherszállításra használják Németország-szerte |
| DH 1004/6  | CCW        | Krauss-Maffei | 1962        | 2000         | TWE                | Elsősorban tolatási feladatok ellátására és rövid távú teherszállításra használják Németország-szerte |
| DH 1004/7  | CCW        | MaK           | 1963        | 2002         | RTB                | Elsősorban tolatási feladatok ellátására és rövid távú teherszállításra használják Németország-szerte |
| DH 1004/8  | CCW        | Krauss-Maffei | 1962        | 2002         | WEBA               | Elsősorban tolatási feladatok ellátására és rövid távú teherszállításra használják Németország-szerte |

## Balesetek

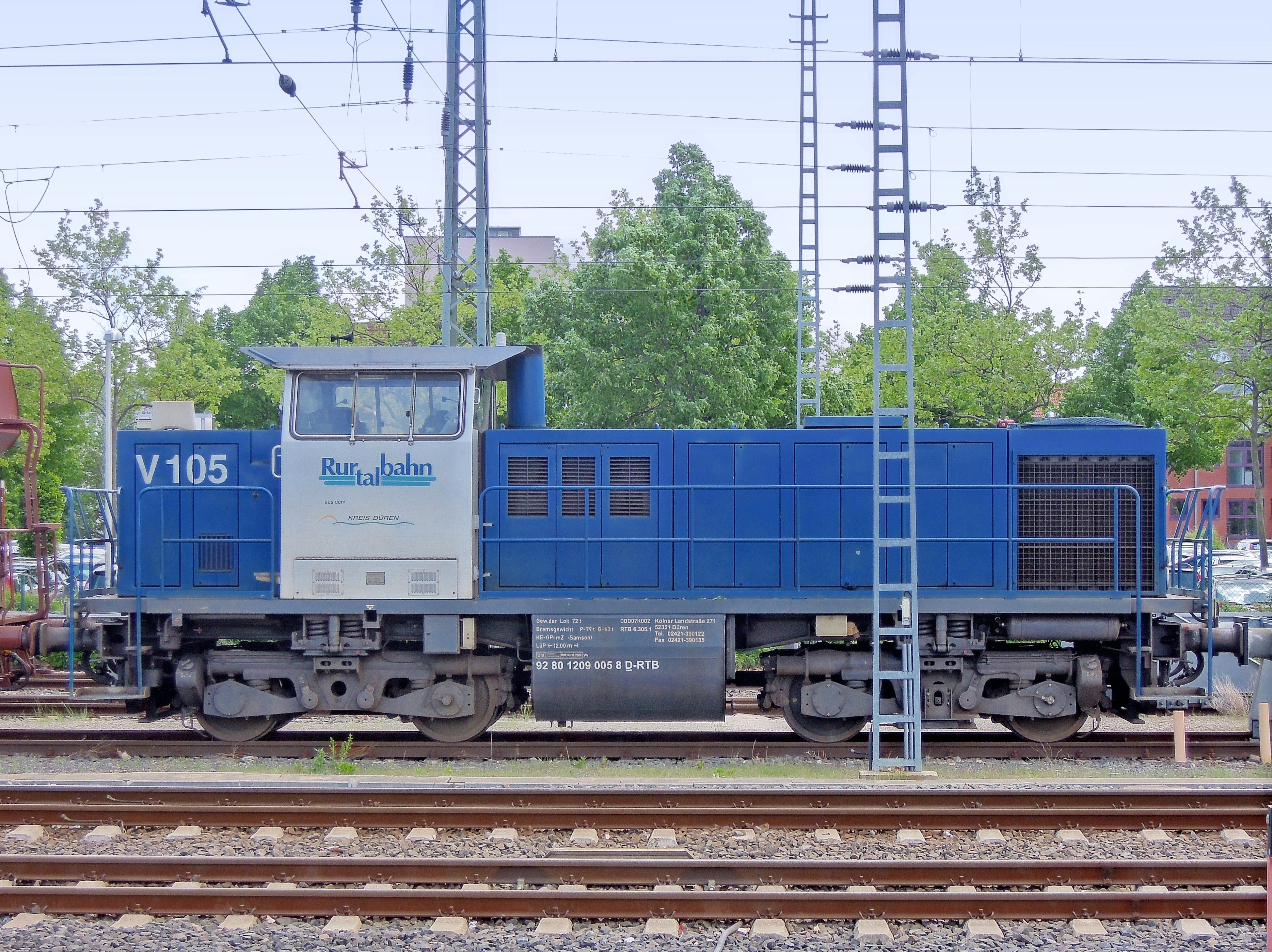
A Rurtalbahn egykoron 6.305.1-es pályaszámú DH 1004-ese 2012-ben

2003. október 7-én éjfél körül a Rurtalbahn GmbH (RTB) magánvasúttársaság 6.305.1 és 6.306.1 pályaszámú DH 1004-ese Dürenben súlyos balesetet szenvedett. A szinkroncsatolt mozdonyok egy tolatási művelet során egy csonkavágyányra hajtva nekimentek egy ütközőbaknak, aminek következtében mindkét mozdony és a tizenöt, a düreni papíripar számára lignitbrikettel és cellulózzal megrakott kocsijából kettő kisiklott és lecsúszott a vasúti töltésről egy parkolóba. A baleset során fontos jelzőberendezések is megrongálódtak, így a forgalom több napig késésekkel működött. Az állomás érintett részén a forgalmat „kézi vezérléssel” kellett irányítani, így a Kölnbe és Aachenbe tartó járatok késtek, az Aachen–Drezda-ICE-járat több napig Kölnből indult, az RE9 Rhein-Sieg-Express- és az RE1 NRW-Express-járatok jelentős késésekkel működtek. A kölni S-Bahn-járatok menetidejére a baleset nem volt hatással.
A baleset oka feltehetően a mozdonyvezető hibája volt, akinek a traumás sokkon kívül baja nem esett, mivel a baleset idején nem tartózkodott a vonaton. Az anyagi kár jelentős, több millió eurós nagyságrendűre tehető. A mozdonyokat 1, illetve 2 évvel a baleset előtt vásárolta a Dürener Kreisbahn 1,2 millió eurós egységáron, azonban a Rurtalbahn ügyvezető igazgatója szerint az imázsveszteség ennél súlyosabb, különösképpen arra tekintettel, hogy a vállalatot alig több, mint tíz hónapja alapították a Dürener Kreisbahnból való kiválással.
Mindkét mozdonyt Moersban javították meg, és 2004 novemberében, illetve 2005 novemberében álltak újra szolgálatba.

## Fordítás
- Ez a szócikk részben vagy egészben  az   OnRail DH 1104 című német Wikipédia-szócikk ezen változatának fordításán alapul.  Az eredeti cikk szerkesztőit annak laptörténete sorolja fel. Ez a jelzés csupán a megfogalmazás eredetét és a szerzői jogokat jelzi, nem szolgál a cikkben szereplő információk forrásmegjelöléseként.